# ابوالحجاج یوسف یکم
ابوالحَجّاج یوسف بن اسماعیل (۱۳۱۸- ۱۳۵۴م) (نسب:یوسف بن اسماعیل النَّصری) هفتمین امیر امارت غرناطه به‌مدت بیست‌سال بود. اسپانیایی‌ها با او می‌جنگیدند و او بسیار مقاومت نمود. سرانجام در سال ۷۷۵ ق/۱۹ اکتبر ۱۳۵۴ م در حالی که در سجدهٔ نماز عید فطر غرناطه بود، کشته شد.